# Franz Blanckmeister
Franz Theodor Blanckmeister (* 4. Februar 1858 in Plauen; † 5. Mai 1936 in Dresden) war ein deutscher evangelischer Pfarrer und Theologe.

## Leben
Nach Schulbesuch und Theologiestudium erhielt Blanckmeister 1881 seine erste Stelle als evangelischer Pfarrer in Schönberg bei Brambach im Vogtland. 1884 wurde er Archidiakonus in Schneeberg (Erzgebirge), 1889 Pastor am Stadtkrankenhaus in Dresden. Von 1897 bis zur Pensionierung 1928 hatte er die Pfarrstelle an der Trinitatiskirche in Dresden inne. 
Neben seiner Amtstätigkeit trat Blanckmeister als Autor von wissenschaftlichen Monographien und belletristischen Werken vor allem zur sächsischen Kirchengeschichte hervor. Die Beiträge zur sächsischen Kirchengeschichte (BSKG) betreute er gemeinsam mit Hanns Rückert. Daneben engagierte er sich für den sächsischen Zweig des Gustav-Adolf-Vereins, dessen Zeitschrift (Sächsischer Gustav-Adolf-Bote) er ab 1890 herausgab.

## Werke (Auswahl)
- Der Pfarrer von Lockwitz. Christian Gerber, Erbauungsschriftsteller und Liederdichter; Lebensbild eines Landpfarrers aus Speners Schule. Leipzig 1893.
- Sächsische Kirchengeschichte. Sturm, Dresden 1899 (online).
- Die Kirchenbücher im Königreich Sachsen. Johann Ambrosius Barth, Leipzig 1901 (online).  .
- Friedrich Meyer. Ein Leben im Dienste der Kirche. J. Strauch, Leipzig 1912. .
- Sachsenspiegel. Ein Volksbuch. Sturm, Dresden 1913.
- Deutsches Familienleben. Sturm, Dresden 1914.
- Pastorenbilder aus dem alten Dresden. Dresden, Verein für Geschichte Dresdens, 1917 .
- Ewige Wahrheit. Hausunterricht im Christentum. Sturm, Dresden 1919. .
- Der Prophet von Kursachsen Valentin Ernst Löscher und seine Zeit. Sturm, Dresden 1920. .
- Goethe und die Kirche seiner Zeit. Sturm, Dresden 1923.
- Vogtländische Pfarrhäuser. o.J, um 1923, urn:nbn:de:bsz:14-db-id19307507732.
- Franz Dibelius. Ein Leben im Dienst der Kirche. Dresden 1925.
- Familien-Chronik. Mit einer Einleitung: Familienkunde und ihre Pflege im Bürgerhause. Leipzig, Arwed Strauch, o. J.
- Altsachsenland. Bd. 1 Erzählungen und Schwänke (mit Einschaltbildern von Woldemar Müller und Textillustrationen von Hugo L. Braune), Leipzig, Arwed Strauch, o. J. (1908).
- Altsachsenland. Bd. 2 Kultur- und Sittenbilder. Leipzig, Arwed Strauch, o. J. (1910).
- Altsachsenland. Bd. 3 Charakterköpfe. Leipzig, Arwed Strauch, o. J. (1923).
- Der alte Steuermann. Erinnerungen an Oskar Pank. Sächsische Verlagsgesellschaft, Leipzig 1928.
- Ehrenbuch des Gustav Adolf-Vereins. Gustav Adolf-Stunden. Sammlung von Vorträgen über das Gustav-Adolf-Werk. Strauch & Krey, Leipzig 1932.
- Im Pfarrhausfrieden. Amtserinnerungen. Sturm, Dresden 1935.

## Nachlass
Im Archiv der Evangelisch-Lutherischen Landeskirche Sachsens befindet sich sein Teilnachlass.